# Lothar Kroll
Lothar Kroll (* 9. April 1959 in Glogowek, Oberschlesien, Polen) ist ein deutsch-polnischer Maschinenbauingenieur und Hochschullehrer an der Technischen Universität Chemnitz.

## Leben und Wirken
Kroll studierte an der Technischen Hochschule Oppeln in Polen und an der TU Clausthal in der Fachrichtung Fahrzeugtechnik bzw. Maschinenbau, wo er 1992 promoviert wurde. Anschließend wirkte er mehrere Jahre als leitender Wissenschaftler am Institut für Leichtbau und Kunststofftechnik der TU Dresden. 2005 habilitierte er sich zum Thema Leichtbau und Werkstoffmechanik und wurde 2006 auf die Professur Strukturleichtbau und Kunststoffverarbeitung an die TU Chemnitz berufen. Seit 2008 ist er Direktor des Instituts für Strukturleichtbau. Zudem war er an der Fakultät für Maschinenbau von 2013 bis 2016 Dekan, von 2016 bis 2019 Prodekan für Forschung, Internationales und Gleichstellung und war außerdem von 2019 bis 2020 Mitglied im Erweiterten Senat der Hochschule.
Von 2015 bis 2017 war Kroll Gastprofessor am Institut für Mechanik und Angewandte Maschinenkonstruktion an der Technischen Universität Oppeln in Polen. Seit 2017 ist an dieser Universität Professor für „Technische Wissenschaften“ an der Fakultät Produktion und Logistik.
Kroll ist darüber hinaus seit 2013 Leiter des IWU-Fraunhofer-Kunststoffzentrum Oberlausitz in Zittau und seit 2015 Leiter des IWU-Fraunhofer Forschungszentrums STEX in Chemnitz, Dresden und Wolfsburg.
Kroll ist Gründungsvorstand und seit 2021 Vorstandsvorsitzender der Leichtbau-Allianz Sachsen (LAS) e.V., die er als wissenschaftliche Vereinigung zur Bündelung der vorhandenen Leichtbau-Kompetenz der drei Technischen Universitäten in Chemnitz, Dresden und Freiberg, unter Beteiligung weiterer Forschungseinrichtungen aus Sachsen, strategisch konzeptionierte und mitbegründete.
Ebenfalls wirkt Kroll als Gutachter und Sachverständiger. So ist er zum Beispiel seit 2007 Gutachter der DFG und AiF und DBU, Aufbaubanken der Bundesländer und Forschungsgesellschaften, seit 2009 Mitglied im Gutachtergremium zur Evaluierung von An-Instituten, seit 2019 Sachverständiger im Wissenschaftsrat der Bundesrepublik Deutschland und seit 2019 EU-Gutachter für Twinning-Evaluierungen in H2020 Spreading Excellence and Widening Participation.
Er ist Mitglied in wissenschaftlichen Redaktionsbeiräten und Editor mehrerer Fachjournale. Sein jüngstes Projekt ist das englischsprachige Open Access Journal Technologies for Lightweight Structures, in dem Wissenschaftler schnell und mit qualifizierten Peer-Reviews Beiträge veröffentlichen können.

## Schwerpunkte in Wissenschaft und Forschung
Der im Fachgebiet Leichtbau deutschlandweit einzigartige Bundesexzellenzcluster MERGE entstand an der TU Chemnitz unter Krolls Federführung und wurde im Projektzeitraum von November 2012 bis zum Ende Oktober 2019 mit rund 40 Millionen Euro von der DFG gefördert. Durch Krolls Kontakte zu polnischen Hochschulen und Partnern, u. a. der Technischen Universität Breslau und der Technischen Hochschule Oppeln, kann MERGE auch internationalen Erkenntnistransfer befördern. So wurde 2016 die Polish-German Bridge Conference unter Schirmherrschaft des Ministerpräsidenten a. D. von Sachsen, Stanislaw Tillich, ins Leben gerufen. Seit 2015 wird die „International MERGE Technologies Conference for Lightweight Structures“ (IMTC) als Austauschplattform des Forschungsclusters MERGE an der TU Chemnitz abgehalten. In Kooperation mit MERGE hat Kroll zudem den internationalen Masterstudiengang „Merge Technologies for Resource Efficiency“ an Universität geschaffen.
Kroll ist (Mit-)Begründer mehrerer Institute bzw. An-Institute der TU Chemnitz, die den Forschungsschwerpunkt des Strukturleichtbaus zusätzlich vertiefen und in Kooperation mit Unternehmen in industrielle Anwendungen umsetzen. Dazu zählen das Cetex Institut gGmbH in Chemnitz (Erforschung und Entwicklung von Technologien und Anlagen für technische Textilien und textile Halbzeuge für Faserverbundwerkstoffe), dessen Vorsitzender des wissenschaftlichen Beirats er ist, sowie das Zentrum Integrative Leichtbautechnologien, Chemnitz (neue Spritzgießtechnologien für Hochleistungsbauteile mit Textilverstärkung oder mit komplexen Funktions- und Elektronikkomponenten), das Fraunhofer Forschungszentrum STEX am Fraunhofer IWU in Chemnitz (neuartige Textilmaschinen, Technologien und Schnittstellen für faserverstärkte Halbzeuge, In-line-Textilprozesse für Near-Net-Shape-Strukturen, Technologien textiler und kunststoffbasierter Fertigungsprozesse sowie Preformtechnologien für bionisch verstärkte Leichtbaustrukturen), Kunststoffzentrum Oberlausitz des Fraunhofer IWU in Zittau sowie das Project Center ALighT (Advanced Lightweight Technologies), Opole (gemeinsame Initiative der Fraunhofer-Gesellschaft, der TU Opole und des Technologieparks Opole zur Entwicklung von Produktionsprozessen, Designkonzepten und Kalkulationsstrategien für die Produktion hybrider Leichtbaukomponenten, insbesondere für die Automobilindustrie).
Zur Vernetzung auf Bundesebene wurde bereits 2009 unter Leitung von Kroll die Allianz Textiler Leichtbau (ATL) als Zusammenschluss der TU-Institute IST (Institut für Strukturleichtbau) und IFK (Institut für Fördertechnik und Kunststoffe) an der Fakultät für Maschinenbau und der drei An-Institute Cetex, STFI (Sächsisches Textilforschungsinstitut e. V.) und KVB (Institut für Konstruktion und Verbundbauweisen e. V.) der TU Chemnitz gegründet. Ziel ist die Bündelung der Kompetenzträger für zukunftsorientierte Forschung und Entwicklung durch Verknüpfung der Potenziale von Textil- und Kunststofftechnik für technische Anwendungen.

## Weitere Funktionen (Auswahl)
- seit 2016: Sprecher der Fraunhofer Allianz TEXTIL[17]
- seit 2017: Sprecher des Arbeitskreises der Kernkompetenz „Ressourceneffiziente Produktion und Leichtbau“ der TU Chemnitz[18]
- seit 2017: Research Director Programs, Dopak R&D Center for Plastic Processing, Breslau, Polen
- seit 2018: Managing Director, Fraunhofer Project Center „Advanced Lightweight Technologies“ (ALighT) in Opole, Polen[19]
- seit 2021: Vorstandsvorsitzender der Leichtbau-Allianz Sachsen (LAS)[7]
- seit 2013: Koordinator der Zentralen Einrichtung „MERGE“ der TU Chemnitz[20]
- seit 2013: Gründungsvorstand des MTC Lightweight Structures e.V.[21]
- seit 2014: Beiratsmitglied im Chemnitz Automotive Institute (CATI)[22]
- 2008: Gründer der Lightweight Structures Engineering GmbH (LSE), Chemnitz[23]
- seit 2009: Vorsitzender des wissenschaftlichen Beirates des Fördervereins Cetex Chemnitzer Textilmaschinenentwicklung e. V.[24]
- seit 2010: Koordinator der Allianz Textiler Leichtbau (ATL), Chemnitz[25]
- 2012–2019: Sprecher des Bundesexzellenzclusters EXC 1075 „Technologiefusion für multifunktionale Leichtbaustrukturen“ (MERGE)[26]

## Mitgliedschaften (Auswahl)
- seit 1991: Kommissionsmitglied im Industrieausschuss Strukturberechnungsunterlagen (IASB) der Luftfahrtechnischen Handbücher (LTH)
- seit 1993: Mitglied der Gesellschaft für Chemische Technik und Biotechnologie (DECHEMA)
- seit 2006: Mitglied der European Alliance for SMC/BMC
- seit 2006: Mitglied im Messeausschuss LiMA (Leichtbau im Maschinen- und Anlagenbau) Chemnitz[27]; mtex (Messe für Technische Textilien) Chemnitz[28]; Intec (Internationale Fachmesse für Werkzeugmaschinen, Fertigungs- und Automatisierungstechnik) Leipzig
- seit 2007: Vorstandsmitglied des Kompetenzzentrums Strukturleichtbau e.V.
- seit 2007: Mitglied der Forschungsvereinigung Werkstoffe aus nachwachsenden Rohstoffen e.V.[29]
- seit 2010: Koordinator der Allianz Textiler Leichtbau (ATL) in Chemnitz[1]
- seit 2013: Gründungsvorstand und Vorstandsmitglied des MTC Lightweight Structures e.V.[1]
- seit 2014: Mitglied im Innovationsverbund Maschinenbau Sachsen VEMASinnovativ
- seit 2014: Beiratsmitglied im Chemnitz Automotive Institute (CATI)[1]
- seit 2016: Gründungsmitglied der European Lightweight Cluster Alliance (ELCA)
- seit 2016: Gründungsvorstand und Vorstandsmitglied der Leichtbau-Allianz Sachsen (LAS) e. V.[30]
- seit 2017: Mitglied im Steering Committee des Fraunhofer Leistungszentrums Smart Production
- seit 2019: Mitglied des Ausschusses Forschungsbauten im Wissenschaftsrat der Bundesrepublik Deutschland[31]
- seit 2020: Beiratsmitglied der Neuen Kongressmesse für Leichtbau LightCon[32]
- 2019–2020: Mitglied des wissenschaftlichen Beirates der TAURON Polska Energia S.A.[33]

## Preise und Auszeichnungen (Auswahl)
- 2010: Goldmedaille (Erfindermesse IENA 2010) für Verfahrenskonzept für belastungs- und prozessoptimierte Zink/Kunststoff-Hybridbauteile[1]
- 2011: Ehrenmedaille der TU Chemnitz in Anerkennung seiner herausragenden Verdienste um die Profilierung des Lehr- und Forschungsgebietes „Nachhaltige Schlüsseltechnologien im Leichtbau“[1]
- 2012: 1. Innovationspreis der Volkswagengruppe 2012 weltweit für Leichtbau-Batterieträger in Mischbauweise[1]
- 2014: Ehrenmedaille der Technischen Universität Opole in Anerkennung der Verdienste um den Aufbau der wissenschaftlichen Zusammenarbeit zwischen Polen und Deutschland[1]
- 2015: Honorary Award „Prof. Staub Golden Owl “of the World Academy of Materials and Manufacturing Engineering[34]
- 2015: Ehrenprofessor der Technischen Universität Breslau[1]
- 2015: Outstanding International Academic Alliance Award der King Mongkut’s University of Technology North Bangkok in Thailand[1]
- 2015: Prämierung der BMBF-Bewerbung „Internationalisierung von Spitzenclustern, Zukunftsprojekten und vergleichbaren Netzwerken“ im Rahmen der 3rd International Cluster Conference, Berlin[1]
- 2017: Ehrendoktor „Doctor of Philosophy (Ph.D.) in Production Engineering“ der King Mongkut´s University of Technology North Bangkok[35]
- 2018: Ernennung zum Ehrenbürger der Stadt Oppeln[36]
- 2018: Ernennung zum „Professor der Technischen Wissenschaften“ (sog. Profesor belwederski) durch den Präsidenten der Republik Polen, Andrzej Duda[37]
- 2019: Fraunhofer-Medaille des Institutes für Werkzeugmaschinen und Umformtechnik (IWU)
- 2020: Sächsischer Verdienstorden[1]